# Tea for Two
Tea for Two è una canzone appartenente al musical del 1925 No, No, Nanette con musica di Vincent Youmans e parole di Irving Caesar. Si tratta di un duetto cantato da Nanette e Tom nell'atto II, nel quale essi immaginano il loro futuro.

## Popolarità
Tea for Two divenne subito uno standard jazz registrato da molti complessi strumentali. Nel film musicale Tea for Two del 1950, diretto da David Butler con  Doris Day, Gordon MacRae e Gene Nelson, riduzione cinematografica del musical No, no, Nanette la canzone è resa celebre proprio dalla protagonista, Doris Day. Tra le interpretazioni più famose si possono citare quella di Tommy Dorsey in una versione Cha-cha-cha, datata 1958, che è a sua volta base per il brano Intermission contenuto nell’album Ixnay on the Hombre degli Offspring; la versione pianistica in chiave virtuosa del celeberrimo Art Tatum nel 1939; la riarmonizzazione in chiave bepop da parte del pianista Thelonious Monk nel 1952 con il nome Skippy. Una versione per bambini è stata incisa nel 1965 dai Chipmunks ed inserita nell'album "The Chipmunks sing with children". Il tema musicale è stato inoltre usato, con altre parole, come sigla per il programma della BBC Next of Kin nel 1995-7.
Con il titolo Tahiti Trot nell'ottobre 1927 fu composta una versione per orchestra in seguito ad una gara tra Dmitri Shostakovich e Nikolai Malko:  durante un loro incontro, i due ascoltarono alla radio il brano originale, e Malko scommise cento rubli che Šostakovič non sarebbe stato in grado di riorchestrare il Tea for Two in meno di un'ora. Il compositore, ritiratosi quindi in una stanza, tornò dopo tre quarti d'ora con il pezzo pronto.
La première del brano si svolse a Mosca il 25 novembre dell'anno successivo, sotto la bacchetta di Malko stesso.

## Incisioni e interpretazioni
- Antonella Ruggiero propone il brano in occasione di Monza Jazz (1999), accompagnata dal gruppo Elementi. La registrazione dal vivo è contenuta nell'album "Quando facevo la cantante" (2018) - CD4 "Canzoni dal mondo".
- I Montefiori Cocktail incidono la versione strumentale per l'album Montefiori appetizer Vol. 2 del 2006 (EMI Italiana, 0946-382320-2-5).